# Dick Thornburgh
Richard L. "Dick" Thornburgh (Pittsburgh, 16 de julho de 1932 – 31 de dezembro de 2020) foi um advogado e político republicano que ocupou o cargo de governador da Pensilvânia de 1979 a 1987. Também foi Procurador-Geral dos Estados Unidos entre 1988 e 1991.
Morreu em 31 de dezembro de 2020, aos 88 anos, em Pittsburgh.

## Publicações
- Puerto Rico's Future: A Time to Decide, Center for Strategic and International Studies Press, 2007, ISBN 978-0-89206-494-6
- Where the Evidence Leads, autobiografia de Dick Thornburgh, University of Pittsburgh Press, 2007, ISBN 978-0-8229-6112-3